# Клодий Целсин Аделфий
Клодий Целсин Аделфий (на латински: Clodius Celsinus Adelphius; Adelfius; fl. 333 – 351) е политик на Римската империя.

## Политическа кариера
Преди 333 г. е коректор на Apulia et Calabria. През 351 г. е проконсул на провинция Африка и се жени за християнската поетеса Фалтония Бетиция Проба . От 7 юни до 18 декемвеи 351 г. той е praefectus urbi по време на узурпатор Магненций. Съпругата му пише поема за победата на Констанций II над узурпатора.

## Деца
- Квинт Клодий Хермогениан Олибрий (консул 379 г.)
- Фалтоний Проб Алипий (praefectus urbi 391 г.).